# Steven Gardiner
Steven Gardiner   (Abaco, Bahames, 12 de setembre de 1995) és un atleta bahamià, especialitzat en la prova de velocitat de 400 metres llisos. Ha participat en 2 Olimpíades, guanyant la medalla d'or en la prova de 400m en els Jocs Olímpics de Tòquio 2020 i la medalla de bronze en la prova de 4x400m relleus en els Jocs Olímpics de Rio 2016. A més, ha guanyat 2 medalles (1 d'or) en els Campionats del Món.
El 4 d'octubre del 2019, a la final del Campionat del Món de Doha 2019, guanyava la medalla d'or amb una marca de 43.48 segons, aconseguint el rècord nacional de Bahames encara vigent i la 6a millor marca de tots els temps.

## Marques personals
| Disciplina             | Marca      | Vent     | Seu     | Data                |
| ---------------------- | ---------- | -------- | ------- | ------------------- |
| 200m llisos            | 19.75 NR   | +0,3 m/s | Florida | 7 d'abril de 2018   |
| 400m llisos            | 43.48 NR   | -        | Doha    | 4 d'octubre de 2019 |
| 4x400m relleus masculí | 2:57.72    | -        | Florida | 16 d'abril de 2022  |
| 4x400m relleus mixt    | 3:12.81 NR | -        | Nassau  | 5 de maig de 2024   |

## Trajectòria professional
| Jocs Olímpics     | Jocs Olímpics  | Jocs Olímpics   | Jocs Olímpics          |
| Any               | Seu            | Posició         | Prova                  |
| ----------------- | -------------- | --------------- | ---------------------- |
| 2016              | Rio de Janeiro | 11a posició     | 400m                   |
| 2016              | Rio de Janeiro | 3               | 4x400m relleus masculí |
| 2020              | Tòquio         | DNS             | 200m                   |
| 2020              | Tòquio         | 1               | 400m                   |
| Campionat del Món |                |                 |                        |
| 2015              | Pequín         | 16a posició     | 400m                   |
| 2015              | Pequín         | DQ              | 4X400m Relleus masculí |
| 2017              | Londres        | 2               | 400m                   |
| 2019              | Doha           | 1               | 400m                   |
| 2023              | Budapest       | Semi-finals-DNF | 400m                   |